# Genielle Greaves
Geneille Emekia Greaves (sinh ngày 21 tháng 2 năm 1983) là một Tây Ấn Độ cựu vận động viên cricket nữ từ Saint Vincent và Grenadines người đóng vai mười lần cho các đội tuyển cricket nữ West Indies giữa năm 2003 và 2009, chơi như một batsman top-trật tự, người cũng chơi bowling thỉnh thoảng tắt quay.
Greaves ra mắt quốc tế vào ngày 18 tháng 3 năm 2003, đối mặt với Sri Lanka trong một ngày Quốc tế Phụ nữ ở Cảng Tây Ban Nha, Trinidad và Tobago. Greaves cúi chào ba người mà không cần dùng một chiếc wicket, và ghi được ba lần chạy như một người dơi mở màn trước khi chạy ra ngoài khi West Indies bị mất 38 lần chạy. Cô đã chơi hai lần nữa trong loạt đó, ghi bốn và một. Cô đã thực hiện năm lần xuất hiện quốc tế một ngày vào năm sau, trong đó cô đạt điểm cao nhất trong định dạng của môn cricket, 13. Cô cũng xuất hiện trong lần xuất hiện thử nghiệm duy nhất trong năm 2004, đối mặt với Pakistan ở Karachi. Cô đã ghi được 19 lần chạy trong hiệp đầu tiên và 24 trong lần thứ hai trong một trận đấu được rút ra. Cô trở lại với môn cricket quốc tế vào năm 2009, sau năm năm vắng bóng, như một phần của đội hình Tây Ấn tại World Cup Cricket nữ 2009. Cô ấy đã không chơi cho đến trận đấu play-off hạng năm với Pakistan, khi cô ấy ghi được ba lần đánh ở vị trí thứ bảy. Tổng cộng, cô đã có một sự trở lại đáng thất vọng khi thi đấu ở vị trí batsman, chỉ ghi được 35 lần chạy trong chín trận đấu ODI của cô, ở mức trung bình 3,88. Cô đã thể hiện tốt hơn trong bài kiểm tra đơn độc của mình, đạt 43 điểm ở mức trung bình 21,50. Cô ấy đã ném 48 quả bóng trong môn cricket quốc tế mà không cần dùng một chiếc wicket.